# 梁令瓒
梁令瓒，蜀（今四川）人。唐朝画家、天文仪器制造家。
开元九年（721年），任率府兵曹参军。唐玄宗命僧一行创制新历，一行奏请作黄道游仪。他乃做木制游仪样品，一行大为称赞。开元十三年（725年），与一行创制浑天铜仪。上装有两个木人，随浑天仪转动，能自行各报时刻。又工篆刻、绘画，擅长人物。存世作品有《五星及二十八宿神形图》一卷，北宋李公麟称其画风似吴道子。